# Dryolimnas cuvieri
Frango-d'água-de-garganta-branca ou frango-de-água-de-papo-branco (Dryolimnas cuvieri) é uma espécie de ave da família Rallidae.
Pode ser encontrada nos seguintes países: Comores, Madagáscar, Mayotte e Seychelles. Uma subespécie que não voa, Dryolimnas cuvieri aldabranus, habita Aldabra. Outra, D. c. abbotti de Assumption foi extinta no início do século XX pela introdução de predadores.
Os seus habitats naturais são: florestas subtropicais ou tropicais húmidas de baixa altitude e florestas de mangal tropicais ou subtropicais.